# Armstrong, Santa Fe
Armstrong är en ort i Argentina.   Den ligger i provinsen Santa Fe, i den centrala delen av landet, 400 kilometer nordväst om huvudstaden Buenos Aires. Armstrong ligger 122 meter över havet och antalet invånare är 10 388.
Terrängen runt Armstrong är mycket platt. Närmaste större samhälle är Cañada de Gómez, 19,7 kilometer öster om Armstrong.